# Synjak (Mukatschewo)
Synjak (ukrainisch Синяк; russisch Sinjak, deutsch Blaubad, tschechisch Siňák, ungarisch Kékesfüred – älter Szinyák) ist ein kleines Dorf mit 200 Einwohnern im Rajon Mukatschewo in der Oblast Transkarpatien in der Ukraine.
Synjak ist berühmt für seine Kuranstalt und sein Heilwasser. Die Kuranstalt wurde 1783 zum ersten Mal schriftlich erwähnt, vorher hatten schon die Hirten die hier ihre Tiere weiden ließen die heilende Wirkung des Quellwassers bemerkt.
1834 ließ Graf Philip Franz von Schönborn-Buchheim ein Sanatorium errichten, 1837 gab es schon mehrere Unterkünfte für die Gäste.
Oberhalb des Kurbades entstand 1838 eine Wassermühle, um diese herum entstand ab 1855 eine kleine Siedlung. Diese wurde durch Siedler aus dem Böhmerwald (Ober- und Unterzassau; heute Horní Cazov und Dolní Cazov) angelegt, insgesamt kamen 22 Familien auf die frisch gerodeten Flächen, sie waren hauptsächlich in der Forstwirtschaft beschäftigt. Der Großteil dieser Einwohner siedelte sich aber wegen Unrentabilität im günstiger gelegenen Nischnja Hrabiwnizja (Ніжня Грабівніця), heute Teil von Tschynadijowo, an.
1922 wurde eine Schmalspurbahn angelegt, die den Holztransport ins Tal übernehmen sollte.
Verwaltungstechnisch gehört der Ort zusammen mit Karpaty zur Siedlung städtischen Typs Tschynadijowo.
Am 12. Juni 2020 wurde das Dorf ein Teil neu gegründeten Siedlungsgemeinde Tschynadijowo im Rajon Mukatschewo; bis dahin war es zusammen mit Karpaty (Карпати) ein Teil der Siedlungsratsgemeinde Tschynadijowo.